# Jagoïta
La jagoïta és un mineral de la classe dels silicats.

## Característiques
La jagoïta és un fil·losilicat de fórmula química Pb18Fe₄3+[Si₄(Si,Fe3+)₆][Pb₄Si16(Si,Fe)₄]O82Cl₆. Originàriament es pensava que la fórmula era (Pb,Ca)₃FeSi₃O10(Cl,OH). Cristal·litza en el sistema hexagonal. La seva duresa a l'escala de Mohs és 3.
Segons la classificació de Nickel-Strunz, la jagoïta pertany a «09.EG - Fil·losilicats amb xarxes dobles amb 6-enllaços més grans» juntament amb els següents minerals: cymrita, naujakasita, manganonaujakasita, dmisteinbergita, kampfita, strätlingita, vertumnita, eggletonita, ganofil·lita, tamaïta, coombsita, zussmanita, franklinfil·lita, lennilenapeïta, parsettensita, stilpnomelana, latiumita, tuscanita, wickenburgita, hyttsjoïta, armbrusterita, britvinita i bannisterita.

## Formació i jaciments
Va ser descoberta l'any 1957 a Långban, Filipstad (Värmland, Suècia), l'únic indret on ha estat trobada aquesta espècie mineral.